# Johann Nepomuk Schloissnigg

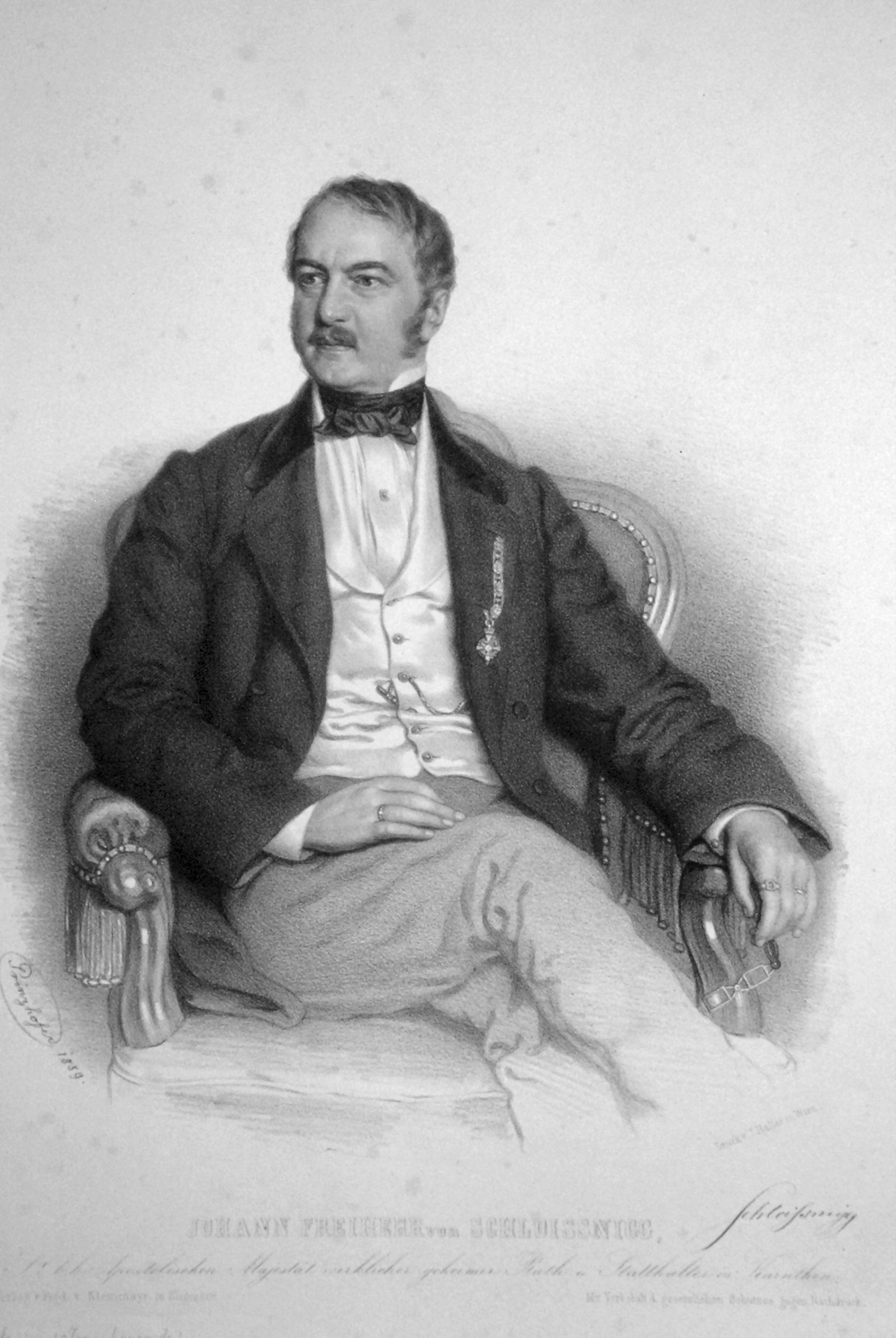
Johann Freiherr von Schloissnigg (1809–1883), Jurist, Gubernialrat, Statthalter von Kärnten und Geheimrat, Landespräsident in Krain. Lithographie von August Prinzhofer, 1859

Schloissnigg, Johann Nepomuk, Baron Freiherr von (auch Janez Nepomuk Šlojsnik, Schloißnig(g), * 24. Februar 1809 in Wien; † 4. Februar 1883 ebenda [ÖBL]), Beamter, Politiker, u. a. Statthalter von Kärnten in der Funktion des Landeshauptmanns, Landespräsident in Krain, der „slowenischen Partei“ zuzuzählender slowenophiler Abgeordneter im Krainer Landtag.

## Stammbaum

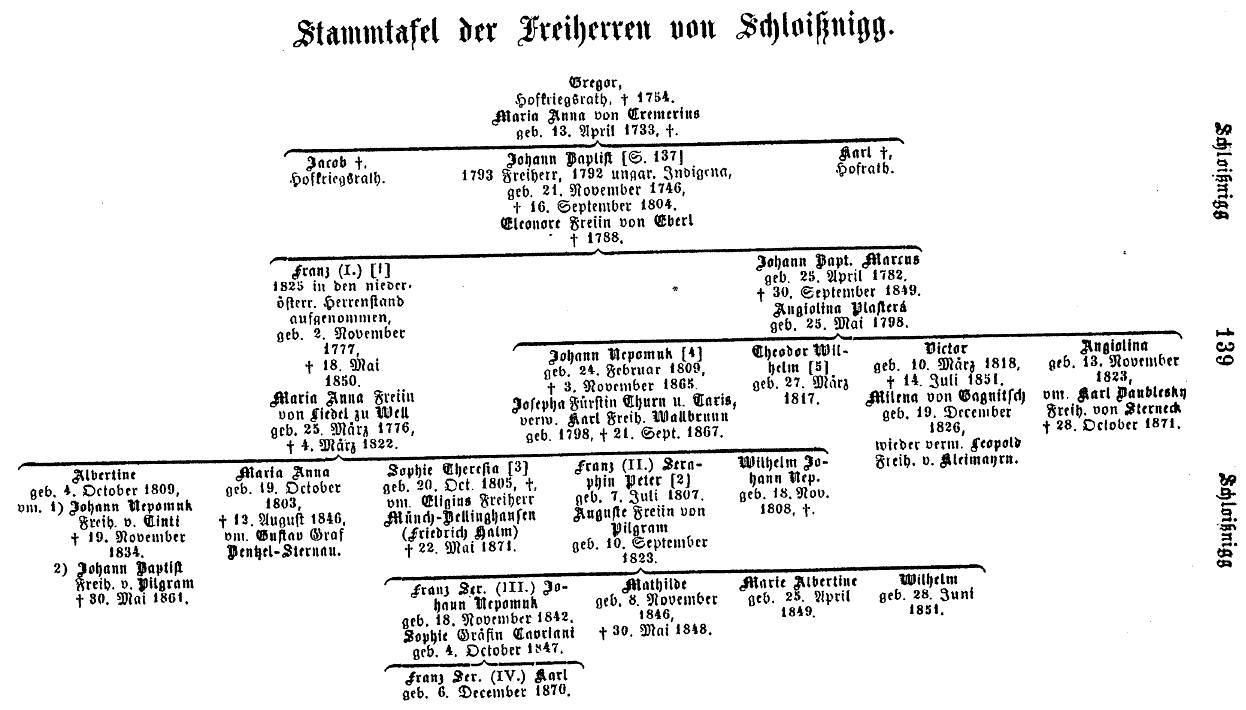
Stammbaum der Schloissnigga, 1875

Schloissnigg stammte laut Wurzbach aus einer innerösterreichischen Familie, mit Zweigen in Wien, Niederösterreich, Tirol und Ungarn. Die Familie hatte Besitzungen in Innerösterreich und auch ausgedehnten Grundbesitz in Ungarn.

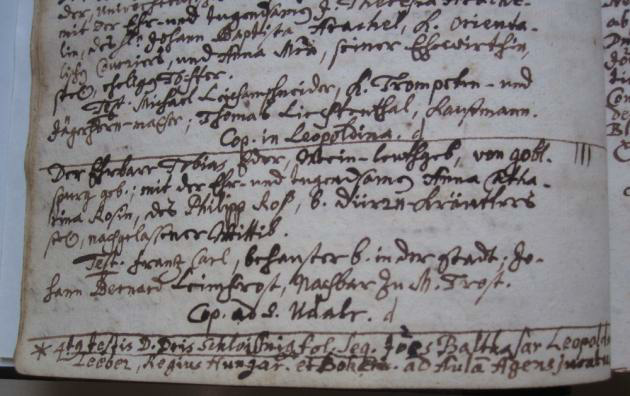
Trauungsregister, Schloissnigg, St. Stephan in Wien, 1733

Der Ahnherr und Urgroßvater väterlicherseits, Gregor(ius), war unter Karl VI. Hofkriegsrat, ehelichte am 13. April 1733 Maria Anna von Cremerius in St. Stephan zu Wien und verstarb 1756. Laut Eintrag in der Heiratsmatrikel aus Sankt Stephan war Gregorius in Clagenfurt aus Cärnthen geboren, womit ein unmittelbarer Kärnten-Bezug der Schlossinigs gegeben ist.
Jakob Schloissnigg, der Bruder des Großvaters von Johann Nepomuk, wurde am 9. September 1789 in den erbländischen Ritterstand erhoben, Johann Baptist Schloissnigg (* 23. November 1743, † 16. September 1804), der Großvater selbst, erhielt am 26. Juli 1792 das ungarische »Indigenat«, d. h., er wurde Angehöriger eines adeligen Geschlechtes in Ungarn, und wurde am 15. Mai 1793 in den erbländischen Freiherrenstand erhoben. Franz I. (1777–1850), der Onkel väterlicherseits des Johann Nepomuk, wurden 1825 in den niederösterreichischen Herrenstand erhoben. Dessen Bruder und Vater von Johann Nepomuk, Johann Baptist Marcus (* 25. April 1782, † 30. September 1849), ehelichte Angiolina, geborene Drossi Plastera (Plasterer nach Steeb/Sterneck) (* 25. Mai 1798, † 11. Jänner 1862), welche in St. Thomas am Zeiselberg/Šenttomaž pri Celovcu nordöstlich von Klagenfurt begraben wurde und daselbst ihren Grabstein hat.

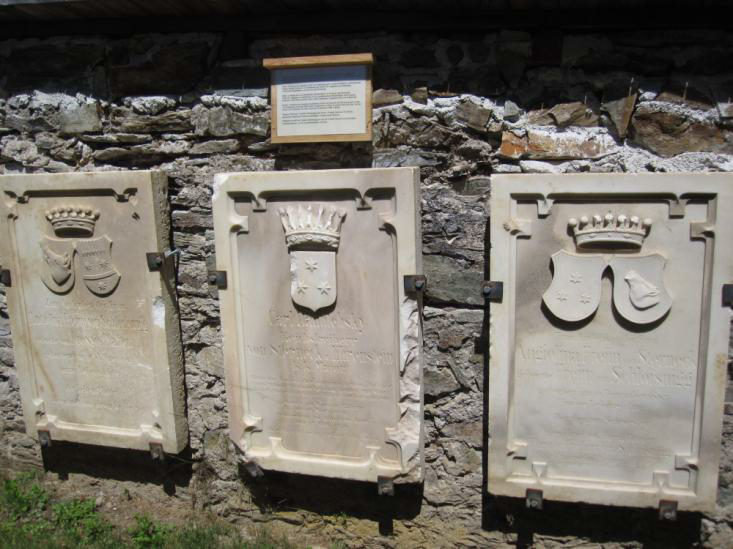
Grabsteiner in St. Thomas am Zeiselberg - Šenttomaž pri Celovcu (Magdalensberg, Kärnten)

Johann Nepomuk Schloissnigg hatte drei Geschwister : Theodor Wilhelm (* 27. März 1817), Victor (* 10. März 1818, † 14. Juli 1851) und Angiolina (* 13. November 1823 Wien, † 10. Dezember 1883 Gries bei Bozen), verehelichte Freiherrin von Sterneck. Sie war verheiratet mit Carl Daublebsky (nach Kneschke) (Daublewsky nach Wurzbach), Freiherr von Sterneck und Ehrenstein und ist ebenfalls in St. Thomas am Zeiselberg begraben. Angiolina hatte 1860 die Herrschaft Gundersdorf/Gundrska vas bei St. Thomas am Zeiselberg erworben. Nach dem Tod ihres Ehemanns Carl und da ihre Ehe Kinderlos geblieben war, veräußerte sie Schloss Gundersdorf ein Jahr später wieder. Die Grabsteine ziert u. a. das Wappen der Schloissnigg, ein Eberkopf.

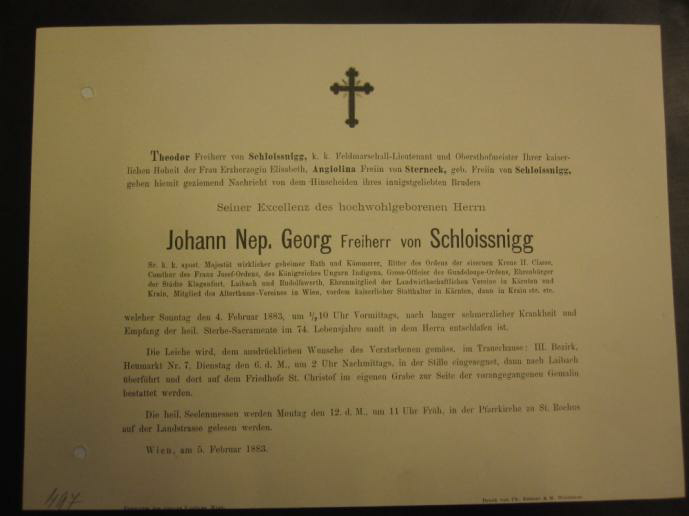
Parte von Johann Nepomuk Schloissnigg (1883, Adler-Archiv, Wien)

Der Leichnam von Schloissnigg, der in Wien verstorben war, wurde nach Ljubljana überführt, wo er neben seiner vorverstorbenen Gattin Josepha, geborene Fürstin Thurn und Taxis (verwitwete Karl Freiherr Wallbrunn, * 1789, † 21. September 1867) am zwischenzeitlich aufgelösten Friedhof von Sv. Krištof in Ljubljana-Bežigrad beigesetzt wurde.

## Wirken in Kärnten
Schloissnigg war 1835–37 Kreissekretär in Klagenfurt, 1838–1840 Sekretär und 1841–1846 Gubernialrat beim Illyrischen Gubernium in Ljubljana.
1847 kam Schloissnigg nach Klagenfurt, wurde 1849 Kreishauptmann ebenda und am 8. Dezember 1849 mit Amtswirksamkeit vom 2. Jänner 1850 Statthalter der neu gebildeten Statthalterei von Kärnten.
Diese Funktion behielt Schloissnigg auch, nachdem die in Landesregierung umbenannte vormalige Statthalterei (Landesbehörde) mit Entschließung vom 1. Juli 1853 neu organisiert und mit 29. Mai 1854 in Wirksamkeit gesetzt worden war.

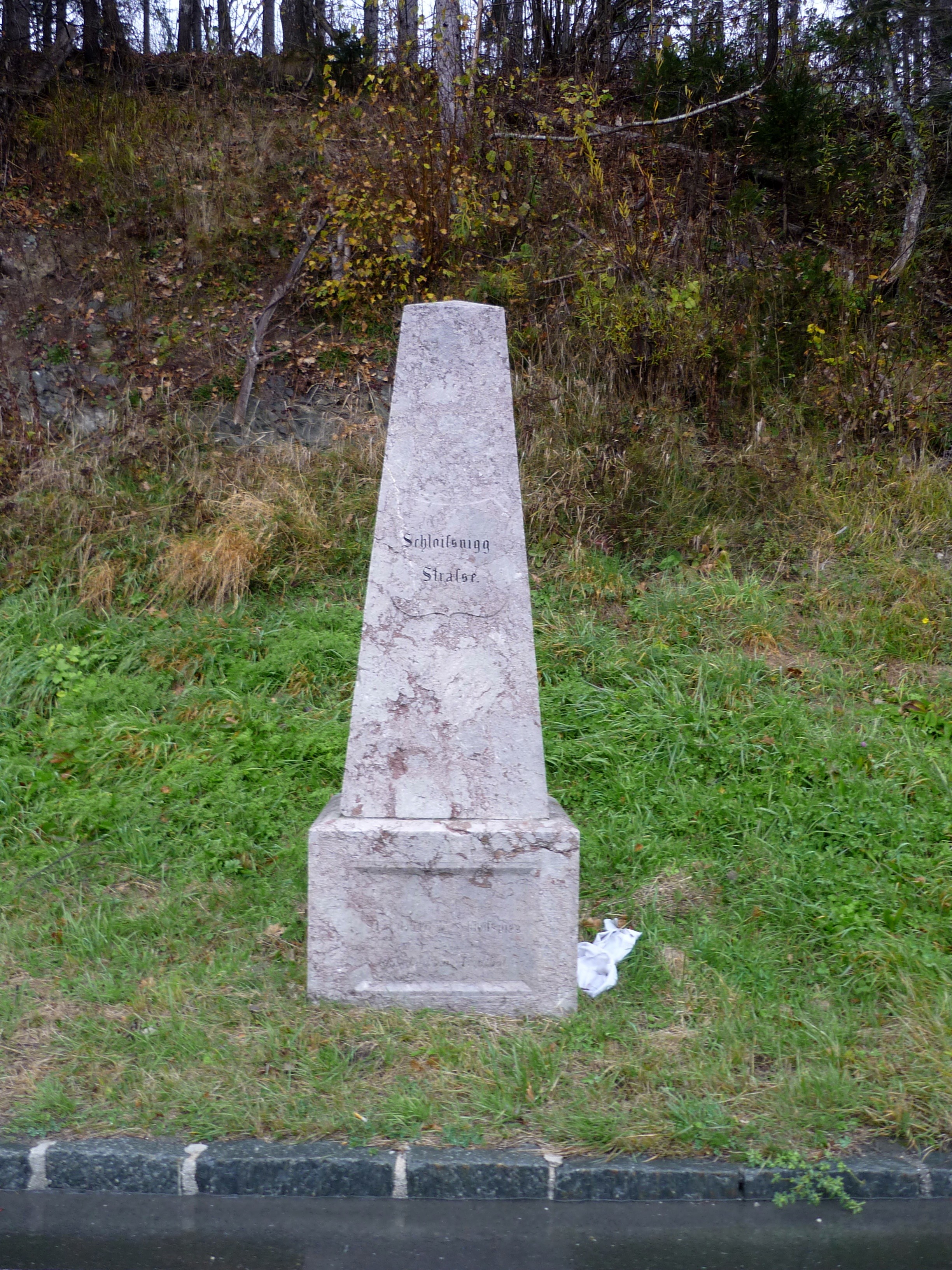
Denkmal für Johann Nepomuk Schloissnigg in Hermagor (Kärnten) - Foto Bernhard Gitschtaler

In Kärnten setzte sich Schloissnigg für den Ausbau der Straßen- und Eisenbahninfrastruktur eingesetzt (nach ihm sind aufgrund seines Engagements für den Ausbau der Straße durch das Gailtal/Zilja die Schloißniggwände/Šlojsnikove stene ebendort benannt), ebenso betrieb er die Sanierung von Klagenfurt.

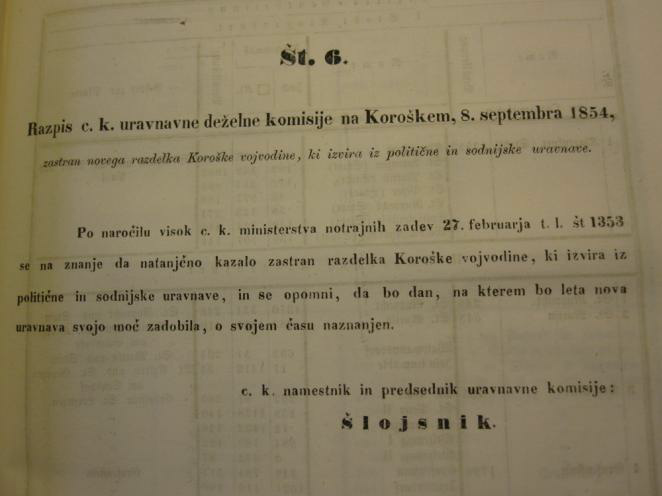
Landesgesetzblatt, Landeseinteilungserlass, slowenische Fassung, 8.9.1854

Aufgrund seiner Funktion war Schloissnigg von Amts wegen ab 8. Dezember 1849 bis zu deren Auflösung 1854 Präsident der Grundentlastungskommission sowie der sog. Landesorganisierungskommission. Die Aufgabe der Letzteren war die praktische Umsetzung der durch die Oktroyierte Märzverfassung 1849, durch die Grundreform sowie in der Folge durch das Silvesterpatent 1851 notwendigen Reform von Justiz und Verwaltung.
Neben ›verwaltungstechnischen‹ Aspekten hatte die Einteilung der Kronländer nach Rumpler »natürlich eine gravierende nationalpolitische Komponente«. (Eine Unterteilung in Kreise konnte seiner Ansicht nach »auch dem Schutz einer nicht deutschen Minorität in einem überwiegend deutschen Kronland dienen«.)
Schloissnigg hielt jedoch nach Rumpler noch 1852 eine Kreiseinteilung nach ethnischen Gesichtspunkten in Kärnten für entbehrlich.
Dass Schloissniggs diesbezügliche Motivation nicht notwendigerweise ethnopolitisch getragen war, darauf deutet insbesondere die Tatsache, dass Schloissnigg etwa das einsprachige deutsche Ortsverzeichnis von Kärnten überarbeitete, das nach dem provisorischen Gesetz vom 17. März 1849 bereits zuvor erstellt worden war. Er erließ stattdessen den für das gesamte Land durchgehend zweisprachigen Landeseinteilungs-Erlass vom 23. Dezember 1849, kundgemacht im zweisprachigen Kärntner Landesgesetz- und Regierungsblatt vom 16. März 1850. Damit wird die Konstitutionalität beider Völker im Land als Rechtskategorie bestätigt.

## Wirken im Geiste von Artikel 3 der Kärntner Landesverfassung von 1849
Der Grundsatzartikel 3 der Kärntner Landesverfassung vom 30. Dezember 1949 im 1. Abschnitt „Vom Lande“ besagt: „Die im Lande wohnenden Volksstämme sind gleichberechtigt und haben ein unverletzliches Recht auf Wahrung und Pflege ihrer Nationalität und Sprache.“
Schloissniggs Wirken über seine gesamte dienstzeit in Kärnten ist geprägt von seinen Bemühungen für das Slowenische, die slowenische Sprache, slowenische Einrichtungen, die er als oberster Landesvertreter – Statthalter des Kaisers in der Funktion des Landeshauptmanns – an den Tag legte.

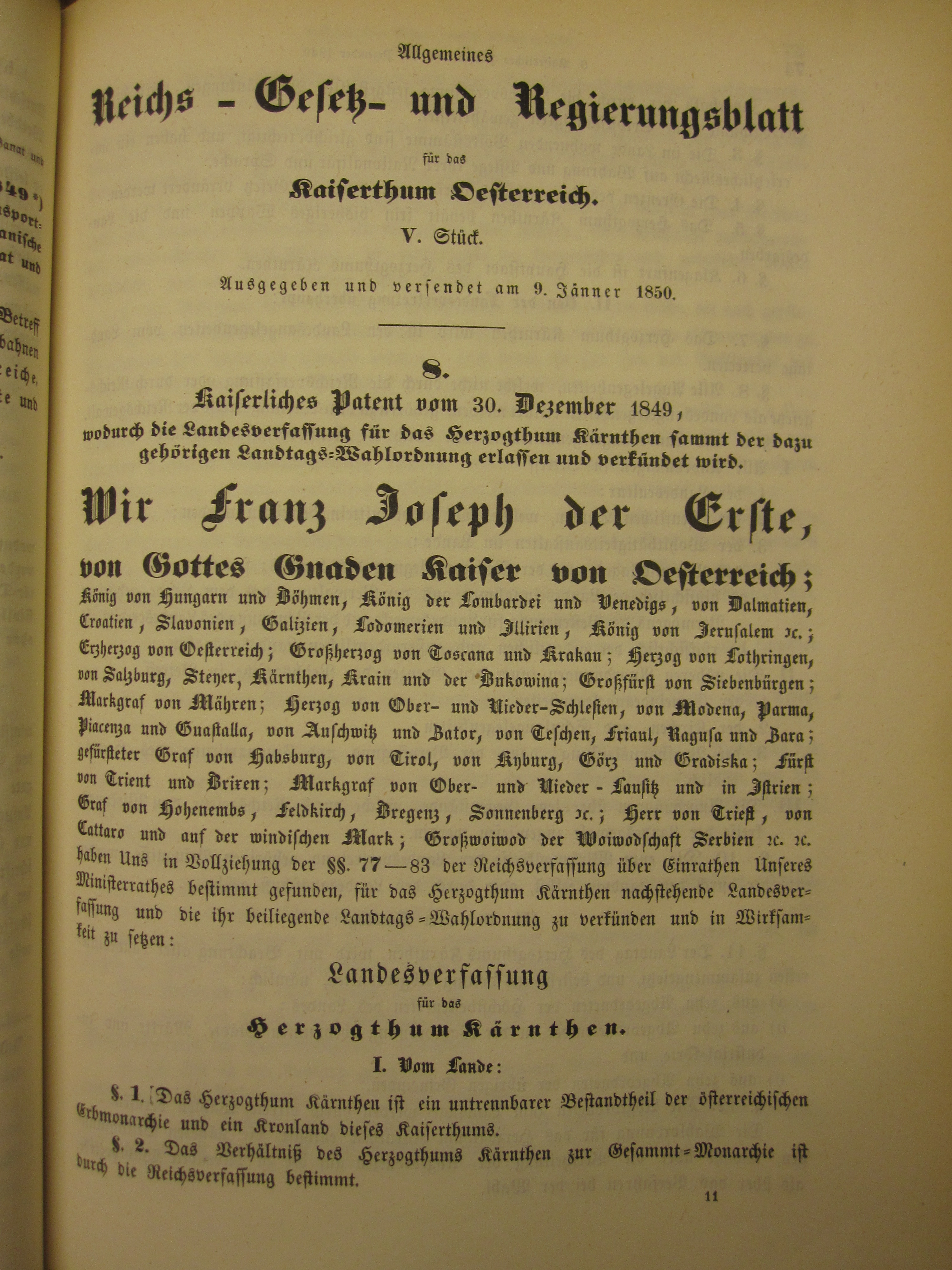
Kärntner Landesverfassung, 1849/1850, S. 1.
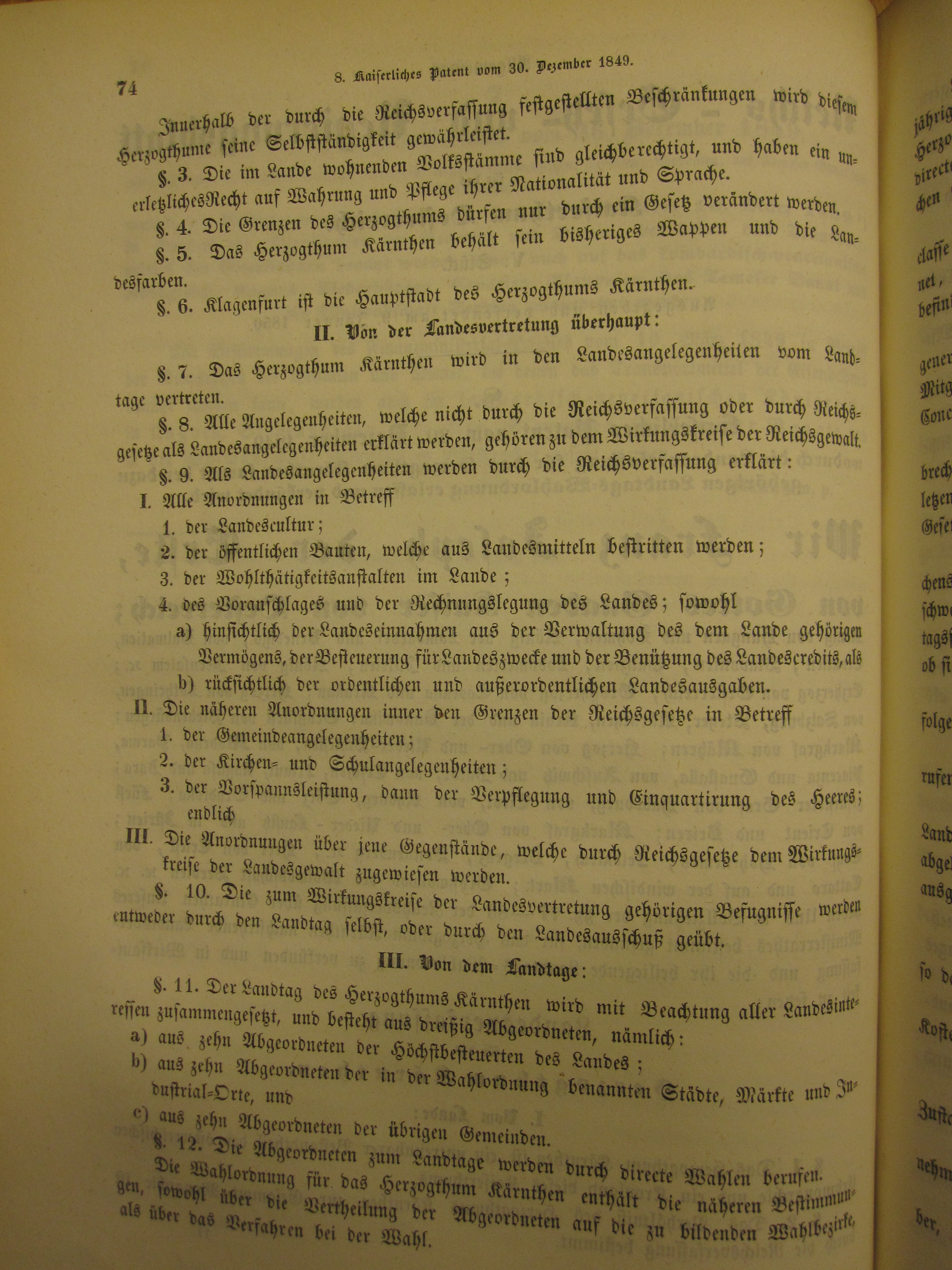
Kärntner Landesverfassung, 1849/1850, S. 2.
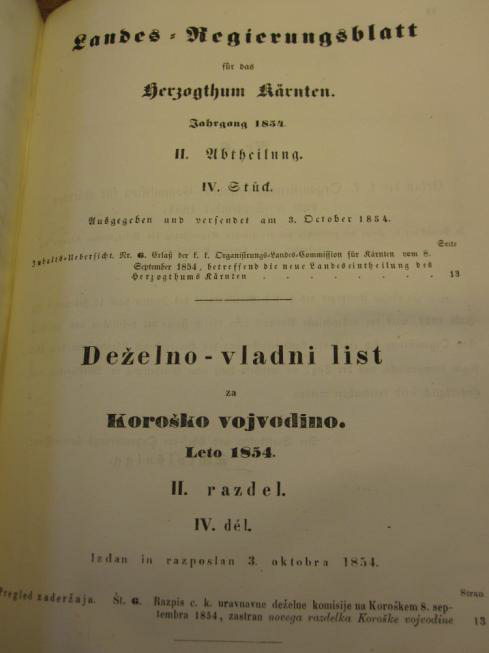
Kärntner Landesgesetzblatt, 1854, zweisprachig, Deutsch, Slowenisch
- Umfassend zweisprachiges Verzeichnis sämtlicher Orte im Herzogthume Kärnten, Klagenfurt 1860.

So ist mit seiner Amtszeit ist das zweisprachige, deutsch-slowenische, Erscheinen des Landesgesetzblattes/deželni zakonik 1850 bis 1859 verbunden. Darin unterzeichnete Schloissnigg ebenfalls seine slowenischen Gesetzestexte in der slowenischen Orthografie Šlojsnik.

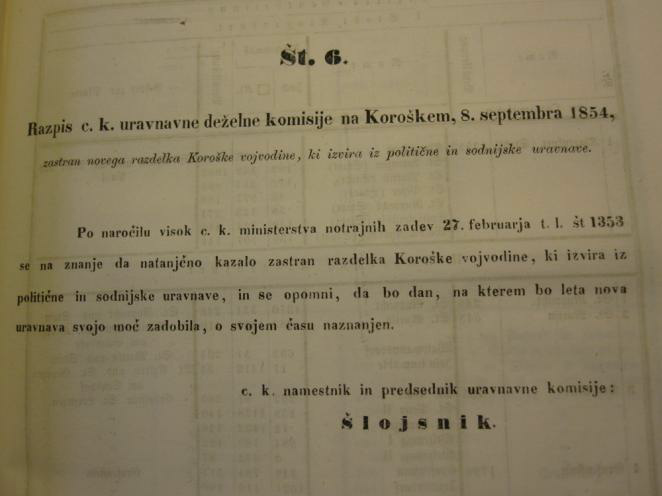
Kärntner Landesgesetzblatt, Landeseinteilungserlass, slowenische Fassung, 8.9.1854

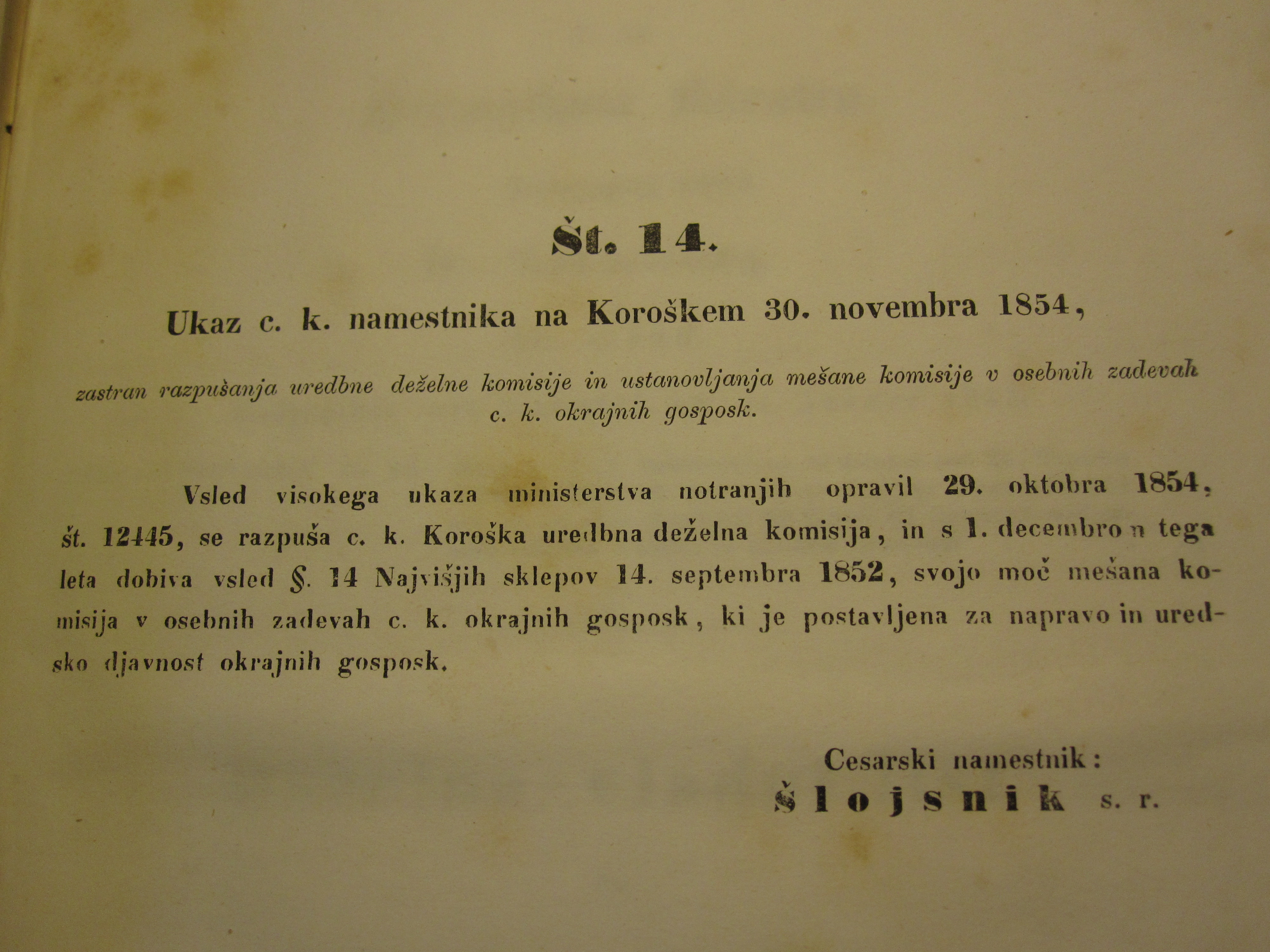
Kärntner Landesgesetzblatt, Landesorganisierungskommission, slowenische Fassung

Weitere darin veröffentlichte zweisprachige Ortsverzeichnisse folgten auch nach der formellen Aufhebung der Märzverfassung (Landeseinteilungs-Erlass vom 3. Oktober 1854.)

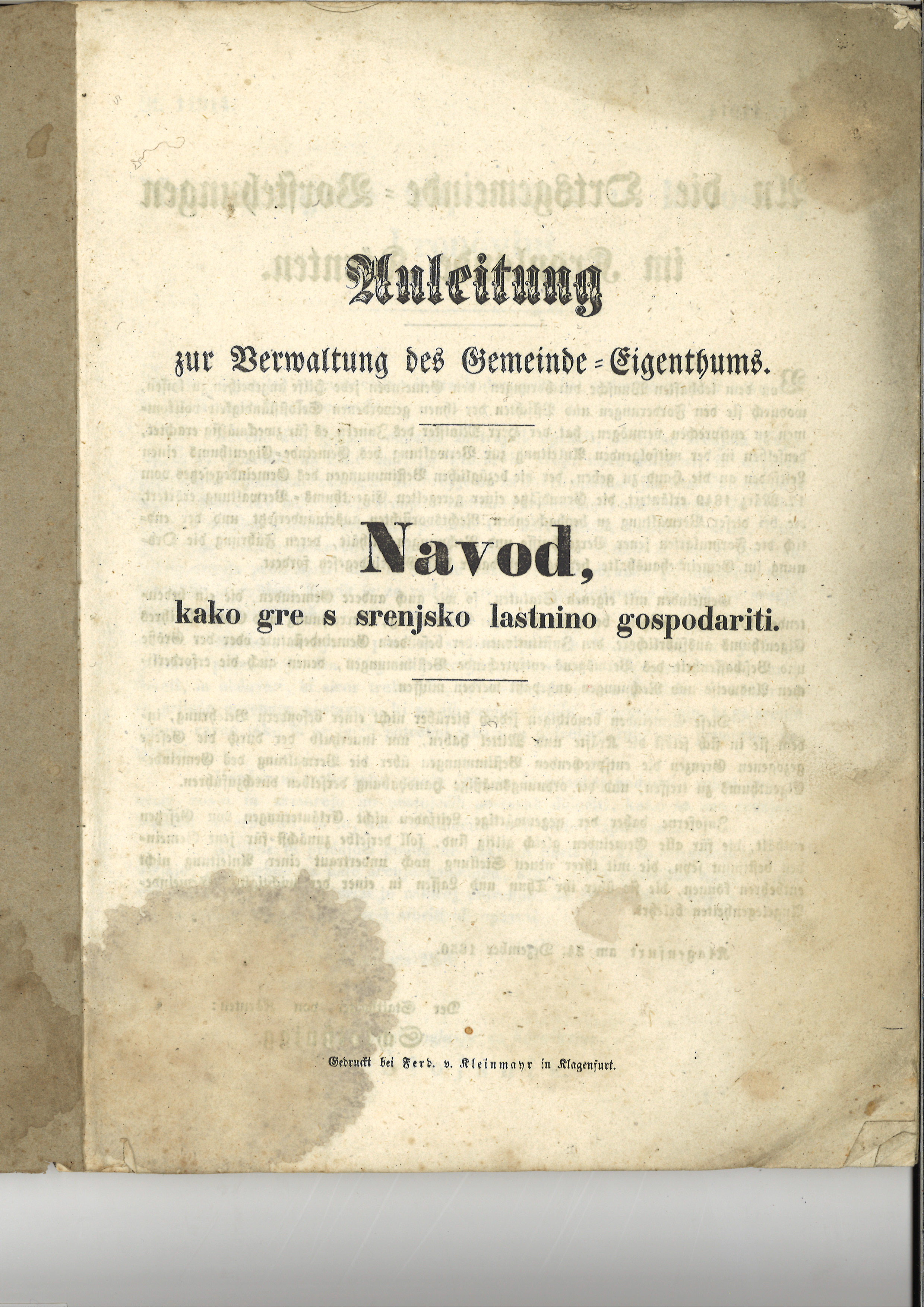
Anleitung zur Verwendung des Gemeindeeigentums, zweisprachige Titelseite, Kärnten 1850

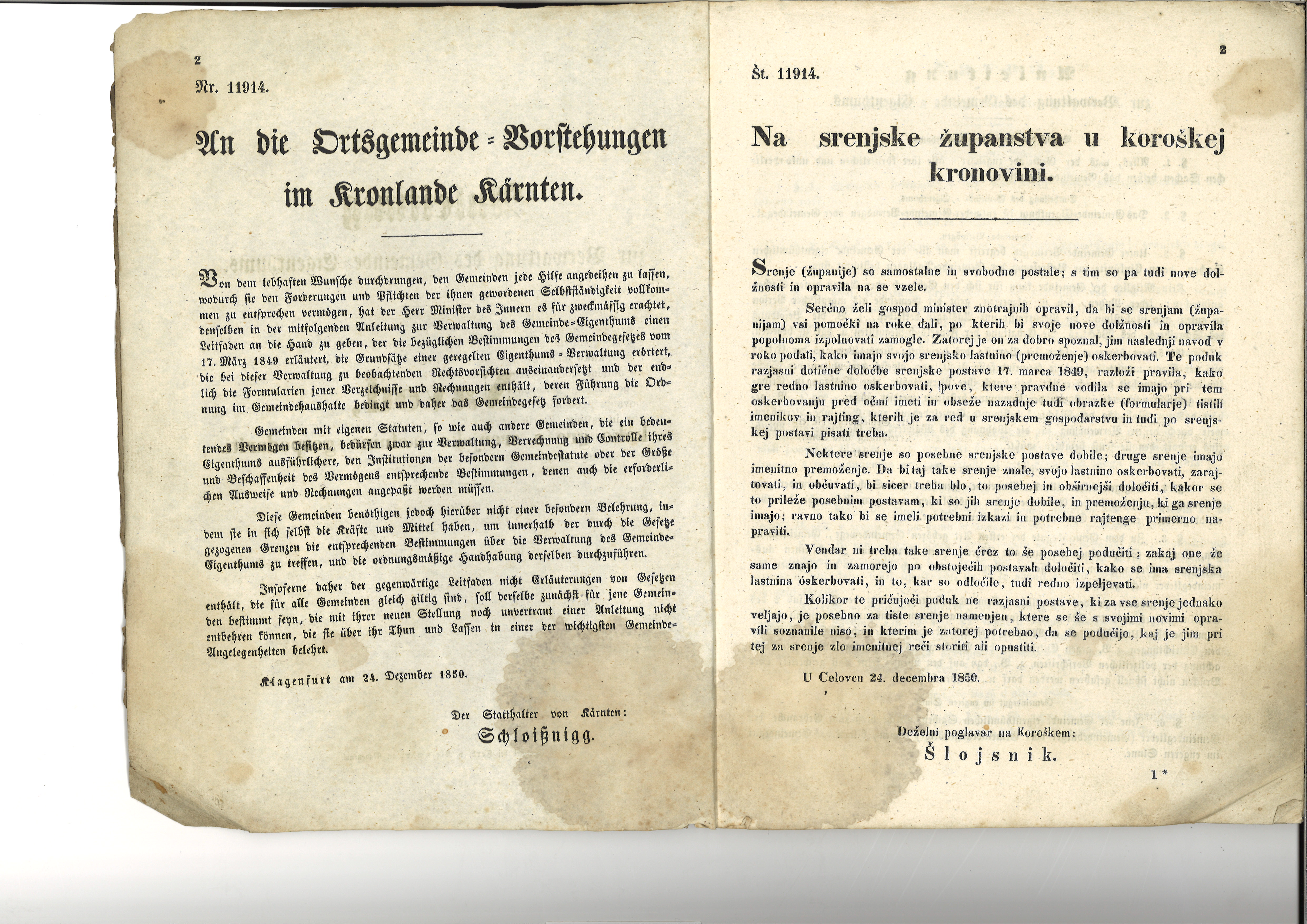
Zweisprachige Anleitung zur Verwendung des Gemeindeeigentums, Kärnten 1850 (Deutsch, Slowenisch), Seite 2–3

Schloissnigg ist auch der Herausgeber einer zweisprachigen Formularsammlung vom 24. Dezember 1850 für die auf der Grundlage des Gemeindegesetzes vom 17. März 1849 neu errichteten Gemeinden (unterzeichnet Der Statthalter von Kärnten : Schloißnigg/Deželni poglavar na Koroškem : Šlojsnik) .
1852 wird Schloissnigg Präsident des provisorischen Landtagsausschusses und der ständischen Verordnetenstelle.

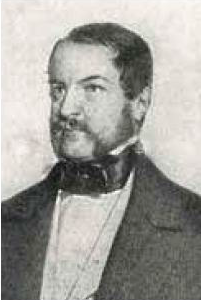
Porträt von Baron Johann Nepomuk Schloissnigg, Statthalter in der Funktion des Landeshauptmanns von Kärnten

Dank seiner guten slowenischen Sprachkenntnisse setzte sich Schloissnigg für qualitativ hochwertige Übersetzungen der Gesetzestexte ein und intervenierte etwa beim Redaktionsbüro des Reichsgesetzblattes wegen der Mängel bei der Übersetzung des provisorischen Gemeindegesetzes. Aufgrund des durchaus nachvollziehbaren Unbehagens angesichts der damals neu geschaffenen und ungebräuchlichen slowenischen Terminologie und Rechtssprache, wie dies der Landtagsabgeordnete Johann Millonig und Andrej Einspieler 1849 respektive 1851 zum Ausdruck brachten, führte Statthalter Schloissnigg seinerseits eine amtliche Enquete durch, kommt zur gleichen soziolinguistischen Feststellung, wie sie ebenfalls der Dechant von Kappel an der Drau/Kapla ob Dravi Johann Rabitsch zum Ausdruck bringt. Schloissnigg kommt zum Schluss:
Diesem Umstande kann nur durch das rastlose Bestreben eine allgemeine Bildung zu verbreiten, abgeholfen werden, die Auflage der Gesetze im Volksdialekte aber dürfte in allen Sprachen ein schwieriges und kaum erfolgreiches Auskunftsmittel seyn.
Wohl noch der Amtstätigkeit Schloissniggs zuzuschreiben ist das umfassende zweisprachige Ortsverzeichnis von 1860, das als letztes aus der Reihe der amtlichen Ortsverzeichnisse umfassend für das ganze Land zweisprachig ist.
Insgesamt stellt Apih fest, dass Schloissnigg oft auf den Widerstand einer deutschgesinnten Beamtenschaft und politischen Elite stieß.

## Schloissniggs Funktionsende in Kärnten
Ende 1860 wurde Kärnten administrativ der Statthalterei Graz unterstellt, obschon die Eigenständigkeit und Unteilbarkeit des Kronlandes Kärnten seit 1848 politisches Mantra des Landes gewesen war.
So schreibt I.M. Binder zum Kärntner Landtag 1848: „Klare Mehrheiten gab es selten. Nur in einer Frage, Kärnten als eigenes Kronland zu etablieren, bestand ein breiter Konsens. Der erste Anlass dafür, dass der Landtag am 17. August 1848 über die Möglichkeit einer Teilung des Landes verhandelte, waren Diskussionen im Reichstag über eine Auflösung der bisher bestehenden Länder und die Aufteilung der Verwaltungsgebiete nach nationalen Gesichtspunkten. Einerseits gab es den Antrag der Reichstagsabgeordneten Dr. Ludwig von Löhner, dass die bestehenden Provinzgrenzen aufgelöst werden sollen, und andererseits ähnliche Vorstellungen auf slawischer Seite, wodurch auch Kärnten hätte betroffen werden können. Am 17. August verurteilte der Abgeordnete Franz Ritter von Jacomini im Landtag beide Anträge, da der erste Kärnten zum Departement herabwürdigte, der andere eine Teilung des Kronlandes bedeutete. Er betonte die Einstimmigkeit der Deutschen und Slawen in Kärnten. Der Antrag wurde im Landtag einstimmig angenommen. In der Landesverfassung vom 31. August 1848 sprach man sich für die Unteilbarkeit des Herzogtums Kärnten aus. Am 11. März 1849 wurde Kärnten von der Wiener Regierung aus dem Illyrischen Gubernium in Laibach (Ljubljana), dem der Villacher Kreis seit 1814 und dem Klagenfurter Kreis seit 1825 vorübergehend unterstellt gewesen waren, getrennt. Kärnten erhielt in administrativer Hinsicht wieder seine Selbständigkeit.“
Als trotz Schloissniggs Protesten die administrative Unterstellung Kärntens unter die Statthalterei Graz Ende 1860 beschlossen bzw. umgesetzt worden war, trat Schloissnigg zurück.
Damit war Kärnten gleichzeitig – und das ist einer Erklärungsversuche – das „Problem des slowenophilen Landeshauptmanns Schloissnigg“ gleichsam ipso facto los und das mit der Aufgabe des eigenen zentralen politischen Mantras des Landes, das den politischen Diskurs noch über 150 Jahre bestimmen sollte, nämlich die Eigenständigkeit und Unteilbarkeit des Kronlandes Kärnten stets zu verteidigen. Es sollte sich mehr als 150 Jahre in Kärnten nicht wiederholen, dass ein „slowenenfreundlicher“ Landeshauptmann das Amt unbeschädigt führen sollte (Hans Sima musste 1974 deswegen seinen Posten nach harschen Protesten räumen).

## Wirken in Krain
Im Ministerratsprotokoll Nr. 264 vom 1. Oktober 1862 findet sich die Einschätzung von Anton von Schmerling (1805–1893) – dem Verfasser der nach ihm benannten Februarverfassung bzw. des Februarpatentes von 1861 – über Schloisnigg, der zu diesem Zeitpunkt erst als Landespräsident von Krain vorgesehen war :
Für den Posten eines Landeschefs in Krain habe er [Staatsminister Schmerling] sich seit dem Tode des Ullepitsch um einen geeigneten Nachfolger umgesehen, aber weder unter den dort Eingeborenen noch unter den disponiblen höheren Beamten einen gefunden, der wegen hervorragender Leistungsgabe und nach Abstammung und Sprachkenntnissen gerade vorzugsweise für diesen Posten geeignet wäre. Da übrigens das Herzogtum Krain kein so großes Land und die slowenische Bewegung nicht so bedeutend sei, übrigens auch einer Berechtigung entbehre, gedenke er für diese Stelle den disponiblen Statthalter Freiherrn v. Schloissnigg vorzuschlagen. Derselbe sei zwar keine besondere Kapazität und auch nicht sehr energisch, es werde ihm aber gut zustatten kommen, daß er früher Gubernialrat in Laibach war und daher die dortigen Verhältnisse bereits kenne, und da auch die Verhältnisse in Klagenfurt, wo er zuletzt Statthalter war, mit jenen in Laibach ziemlich analog seien, so sei mit Grund zu erwarten, daß er den ihm zugedachten Platz zur Zufriedenheit ausfüllen werde. Derselbe verstehe es auch, die gehörige Repräsentation auszuüben, und es werde durch seine Ernennung zum Landeschef in Krain dessen Ruhegehalt von 6.000 fl. in Ersparung kommen. Gegen dieses Vorhaben des Staatsministers wurde von keiner Seite Einwendung gemacht. In der Anmerkung heißt es weiters : Mit Ah. E. v. 10. 10. 1862 genehmigte der Kaiser den Vorschlag Schmerlings, HHStA, Kab. Kanzlei, KZ 3022/1862, veröffentlicht in der Wiener Zeitung, v. 16. 10. 1862 (M).
Vom 17. Oktober 1862 bis 12. November 1865 fungierte er mit dem Titel und Charakter eines Statthalters als Landespräsident von Krain. Von dieser Funktion wurde er jedoch nach dem Fall der Regierung Belcredi aufgrund des Drucks der Deutschen abgesetzt.
Am 28. Juni 1864 folgte Schloissnigg Mihael Ambrož als Abgeordneter als Vertreter der Kurie der Städte und Märkte (Postojna, Vrhnika, Lož / Adelsberg, Oberlaibach, Laas) in den Krainer Landtag. Laut Melik wurde er 1865 (sic!) in die Kurie gewählt, „schloss sich zwar später der slowenischen Seite an, gehörter dieser jedoch zum Zeitpunkt seiner Wahl zweifelsohne nicht an.“ Er wurde am 30. Jänner 1867 wiedergewählt.
Er widersetzte sich den zentralistischen, vor allem aber deutschgesinnten Bestrebungen des Grafen Anton von Auersperg in der Landtagssitzung vom 23. November 1865. Am 12. Februar 1866 forderte er als Vorsitzender des zuständigen Ausschusses die Einführung der slowenischen (Mutter-)Sprache in Volks- und Mittelschulen. Seine Kritik am Wahlverfahren zum Reichsrat, die er als Leiter eines weiteren zuständigen Ausschusses formuliert und dem Landtag vorgelegt hatte, führte zur Auflösung desselben am 1. März 1867. Danach zog sich Schloissnigg aus dem öffentlichen Leben zurück.
Schloissnigg setzte sich auch in Krain für den Ausbau der Eisenbahninfrastruktur sowie für Steuererleichterungen für Ljubljana ein.
Schloissnigg beteiligte sich aktiv am slowenischen Kulturleben in Ljubljana. So förderte Schloissnigg etwa die Slovenska matica und wies die Bezirksämter an, die Beitrittsaufrufe der Slovenska matica öffentlich auszuhängen, was Janez Bleiweis in den Kmetijske in rokodelske novice löblich hervorhob.

## Bedeutung
Schloissnigg bekleidete nach Abschluss des Rechtsstudiums eine Reihe von Beamtenpositionen, deren Amtsführung ihn als Slowenophilen und Fürsprecher slowenischer nationaler Interessen erscheinen lässt.

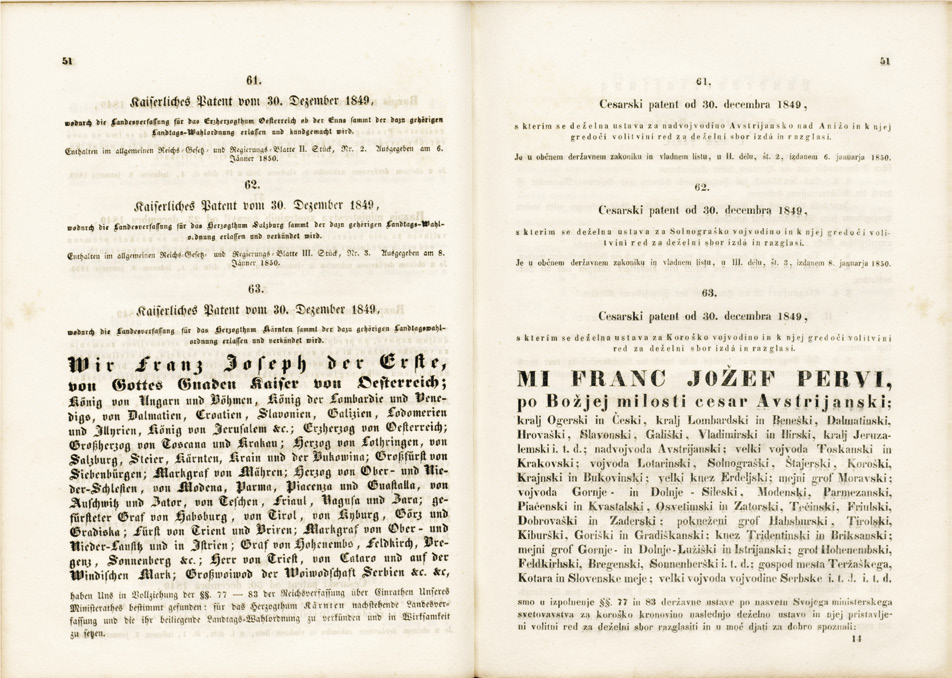
Zweisprachige Landesverfassung, 30.12.1849 (Deutsch, Slowenisch)

Sein Engagement gegen die Zentralisierung entspricht einem integrativen Staatsverständnis, bei dem die Slowenen als konstitutives Volk der innerösterreichischen Länder bzw. der Monarchie insgesamt angesehen werden, was in diesem Aspekt dem Metternich‘schen Staatsverständnis des Vielvölkerstaates entspricht (die Rechtsgrundlage dazu bildeten § 5 Oktroyierte Märzverfassung sowie § 3 Kärntner Landesverfassung von 1849) – obschon das faktische Wirksamwerden in der Literatur unterschiedlich dargestellt wird. Schloissniggs Wirken gründet sich, so scheint es aufgrund seiner Verfassungsfunktion, auf einer konsequenten Umsetzung der Verfassungszielbestimmung aus § 3 der Kärntner Landesverfassung, die zwei konstitutive Völker vorsah und eben zwei gleichberechtigte Landessprachen.
Schloissnig ist höchster politischer Vertreter der Staatsmacht in Kärnten, als 1851 – also nach gängiger Lehrmeinung bereits in der Zeit des Neoabsolutismus die bedeutendste slowenische Kultureinrichtung Kärnten, die Hermagoras-Bruderschaft eingerichtet wurde, der älteste bis heute tätige Volksverlag Österreichs. Ebenso war er in Funktion als im selben Jahr Slowenisch am Klagenfurter Gymnasium angeboten wurde. Schloissnigg trat aktiv ein für hochwertige slowenische Übersetzungen des zweisprachigen Landesgesetzblattes. Mit ihm ist nicht nur das zweisprachige Landesgesetzblatt von Kärnten verbunden, das ein Jahrzehnt lang erschien, darin veröffentlichte er auch konsequent die Landeseinteilungserlässe, d. h. die Verzeichnisse der Orte des ganzen Landes in beiden Landessprachen, was auch über das Staatsverständnis der Zeit Rückschlüsse erlaubt, wie es bereits in der für manche nicht in Kraft getretenen Landesverfassung niedergeschrieben war. Schloissnig publizierte u.a auch eine praktische zweisprachige Anleitung zur Verwaltung des Gemeinde-Eigentums mit Formularen in beiden Landessprachen.
Seiner Absetzung als Statthalter von Kärnten war mit der kurzzeitigen Eingliederung Kärntens ins Kronland Steiermark verbunden.
In Laibach und Krain förderte später die Slovenska matica, die Akademie der Slowenen, die aus einer politischen Initiative als Ersatz für eine nicht eingerichtete slowenische Universität bzw. Hochschuleinrichtung gegründet worden war. An seinem Eintreten für das Slowenische in Volksschulen Krains zerbrach die Regierung von Richard Belcredi.

## Rezeption
Schoissnig ist ein zeitgenössisches Denkmal an der von ihm forcierten Gailtaler Straße bei Hermagor gewidmet. Im von den slowenischen Architekten Jože Plečnik und Ivo Spinčič 1936 gestalteten Navje-Gedenkpark in Ljuljana Bežigrad (als Ersatz für die in nächster Nähe abgerissene Kirche und den aufgelösten Friedhof, an deren Stelle das Messegelände Gospodarsk razstavišče errichtet wurde), sind zwar die Grabsteine bzw. Epitaphe großer Persönlichkeiten der slowenischen politischen und kulturellen Geschichte aufgestellt (u. a. Anton Aškerc, Janez Bleiweis, Matija Čop, Josip Jurčič, Jernej Kopitar, Anton Korošec, Fran Levstik, Anton Tomaž Linhart, Josip Stritar, Valentin Vodnik). Jener von Schloissnigg ist nicht zu finden. Das ist für die Rezeption Schloissniggs in Slowenien durchwegs bezeichnend. Abgesehen von kurzen Erwähnungen finden sich interessanterweise in der slowenischen Historiographie weder eingehende noch neuere Studien und das trotz seines ausgewiesenen Engagements für die slowenische Sprache sowie für slowenische Einrichtungen in Kärnten und Krain. Doch scheint sein Eintreten gegen eine nach ethnischen Sprachgrenzen administrative Einteilung des Staates und/oder seine adelige Herkunft der gestreamlinten „Wissenschaft“ im sozialistischen Slowenien nicht genehm gewesen zu sein. In Kärnten entsprach seine slowenophile Positionierung ebenso wenig dem langjährigen Mainstream.
Nach Schloissnigg ist in der Landeshauptstadt Klagenfurt, trotz dessen Bedeutung für Kärntner und slowenische Verfassungs-, allgemeine Rechts- und Kulturgeschichte, keine einzige Straße und kein Platz benannt. Gleiches gilt für Ljubljana.

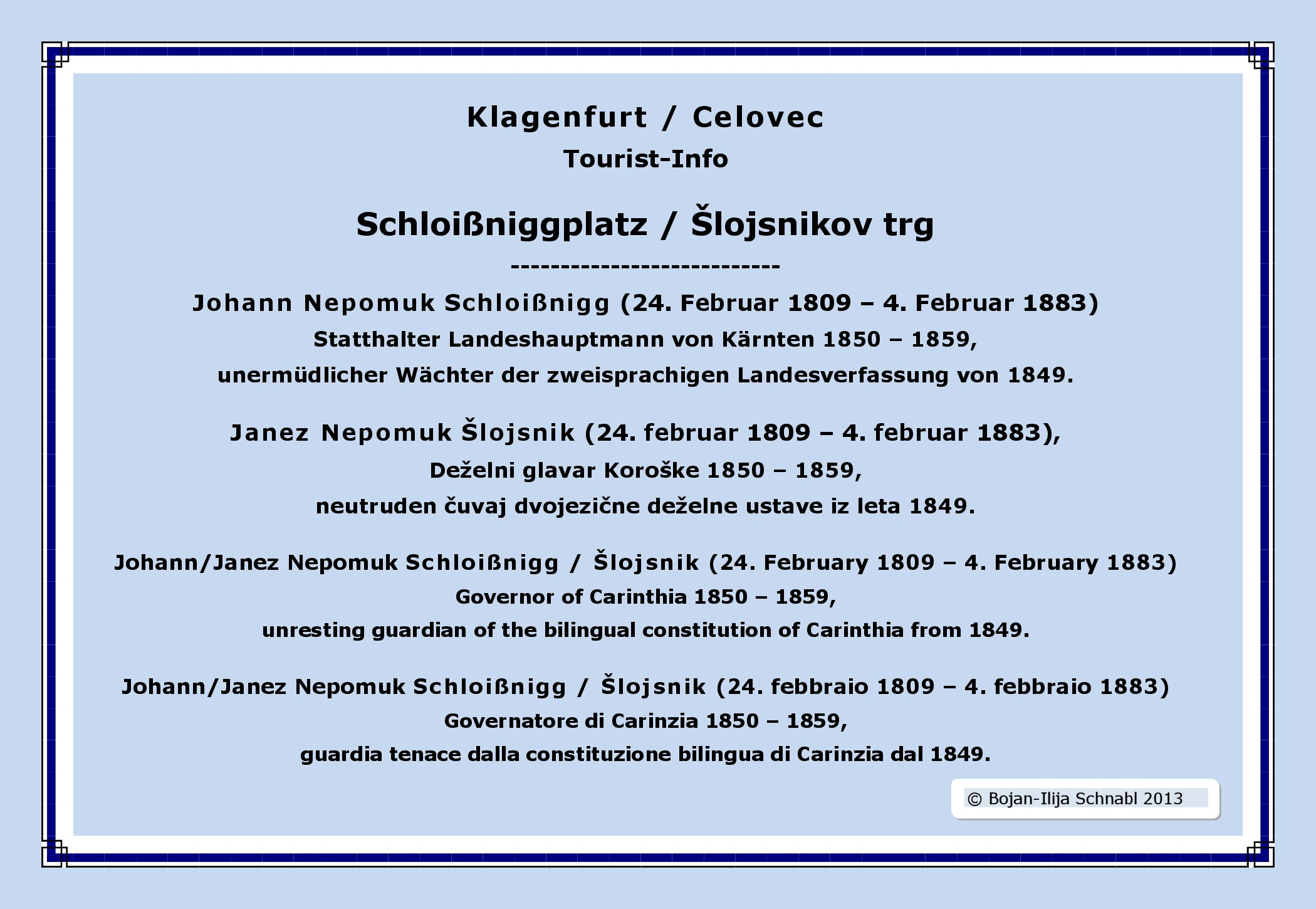
Touristische Informationstafel für Klagenfurt - Schloissnigg (Entwurf)

Erst im Zuge der Quellen- und Feldforschung im Rahmen der Enzyklopädie der slowenischen Kulturgeschichte in Kärnten (Böhlau 2016) sowie damit einhergehender Begleitpublikationen und insbesondere einer Dissertation wurde dem höchst slowenophilen Statthalter in der Funktion des Landeshauptmanns umfassende Studien in beiden Landessprachen bzw. auf Deutsch und auf Slowenisch gewidmet und erstmals publiziert.
Eine breitere Rezeption kann seitdem nicht festgestellt werden. Dies ist zumindest aus der Perspektive der traditionellen Ansätze und Schwerpunkte sowohl der kärntnerslowenischen als auch der slowenischen Historiographie (bzw. deren Vertretern der Forschungseinrichtungen in der Republik Slowenien) bemerkenswert. Hatte Schloissniggs Wirken 1860 die Kärntner Elite dazu bewogen, das Matra der Eigenständigkeit und Unteilbarkeit bis zu dem Maße aufzugeben, dass das Kronland kurzfristig der Statthalterei Graz unterstellt worden war, und später die Regierung Belcredi aufgrund seines Engagements für die slowenische Volksschule in Krain fiel, so würde zumindest mit einer wissenschaftlichen Auseinandersetzung und einen wissenschaftlichen Diskurs auf der Grundlage der ersten umfassenden Forschungen erwarten.
Aus der Reihe der Landeshauptleute Kärntens mit kärntnerslowenischen Wurzeln wie Vinzenz Schumy (Landbund) 1923–1927 (dieser war in jungen Jahren slowenischer Aktivist der slowenischen Milchgenossenschaft in St. Jakob im Rosental und unterschrieb mit „Šumi“), Ferdinand Wedenig (SPÖ) 1947–1965 (der seine Slowenischkenntnisse auch beruflich nutzte) und Hans Sima (SPÖ) 1965–1974 (gebürtig aus Tarvis) sticht Johann Nepomuk Freiherr von Schloissnigg / Janez Nepomuk Baron Šlojsnik hervor. Er war zwar in Wien geboren, doch trug er wohl noch im Bewusstsein die Kärntner Wurzeln seiner Ahnherren. Er trat als konsequent slowenophiler Vertreter der Staatsmacht und später als Landtagsabgeordneter der slowenischen politischen Seite im Krainer Landtag auf, der trotz des Drucks sein Staatsverständnis eines Vielvölkerstaated bis zum Lebensende behielt.
Schloissnigg, der sich politisch als Slowene deklarierte und als solcher in Kärnten und im Krainer Landtag agierte, bleibt bis dato als einziger „bewusster Slowene“ in der höchsten politischen Funktion des Landes. Das macht sein Vermächtnis umso bemerkenswerter.

## Archive
- Kärntner Landesarchiv
- Narodna in univerzitetna knjžnica Ljubljana (NUK) (www.dlib.si)
- Universitätsbibliothek Klagenfurt
- Adler (www.adler-wien. at)
- Pfarrarchiv St. Stephan zu Wien
- Matriken der Schottenpfarre (Wien) (www.matricula-online.eu/)
- Privatarchiv Karl Hren (Anleitung zur Verwaltung des Gemeinde-Eigenthums/Navod, kako gre s srenjsko lastnino gospodariti, Nr. 11914 vom 24. 12. 1850)

## Lexika
- Constantin von Wurzbach: Biographisches Lexikon des Kaisertums Österreich. Dreißigster Teil. Schindler – Schmutzer. Wien 1875, Schloissnigg, S. 137-140, Stammtafel S. 139.
- Gothaisches Taschenbuch der freiherrlichen Häuser. Gotha 1853, S. 408–410.
- Wiener genealogisches Taschenbuch. Bd. I (1926) 346, Bd. V (1933) 155 (Adler Signatur R-7.A);
- Silvo Kranjec: Schloissnigg, Janez Nepomuk, baron (1809–1885). Slovenska biografija. Slovenska akademija znanosti in umetnosti, Znanstvenoraziskovalni center SAZU, 2013 (slovenska-biografija.si, 7. November 2023). Izvirna objava v: Slovenski biografski leksikon: 9. zv. Raab - Schmid. Alfonz Gspan et al. Ljubljana, Slovenska akademija znanosti in umetnosti, 1960.
- Österreichisches Biographisches Lexikon (ÖBL) 1815-1950, Bd. 10 (Lfg. 48, 1992), S. 216f. (R. Rill).
- Walter von Hueck (Bearb.): Adelslexikon 12. Rol–Schm. Limburg/Lahn 2001, 492 f.
- Bojan-Ilija Schnabl: Schloissnigg, Johann Nepomuk, Baron Freiherr von. In: Katja Sturm-Schnabl (Hrsg.), Bojan-Ilija Schnabl (Hrsg.): Enzyklopädie der slowenischen Kulturgeschichte in Kärnten/Koroška: von den Anfängen bis 1942. Böhlau, Wien/Köln/Weimar 2016, Bd. 3, po-Ž, S. 1174-1179, ilustr. [COBISS.SI-ID 22177800]